# Abdullah Gül
Abdullah Gül (29. listopada 1950.), turski političar, jedanaesti predsjednik Republike Turske u razdoblju od 2007. do 2014. godine. Prije toga obnašao je dužnost predsjednika Vlade od 2002. do 2003. te ministra vanjskih poslova od 2003. do 2007.

## Rani život
Rodio se u mjestu Kayseri, od oca Ahmeda, mehaničara i majke Adviye. Odrastao je u tradicionalnom islamskom okruženju. Zastupao je Kayseri u Parlamentu. Obitelj mu ondje živi više od 100 godina.

## Obrazovanje
Nakon završene osnovne i srednje škole, Abdullah Gül je krenuo na Sveučilište u Istanbulu, gdje je studirao ekonomiju, a usavršavao se u Londonu i Exeteru.
Nakon diplome, posvetio se akademskoj karijeri, te je predavao međunarodni menadžment na nekoliko visokoškolskih institucija, a i još neke predmete.

## Politička karijera
Abdullah Gül se s desničarskom politikom upoznao još kao student gdje se priključio Nacionalnoj udruzi turskih studenata.
Nakon tog iskustva priključio se Stranci socijalne pomoći (Refah Partisi, RP). 
Nakon što je turski Ustavni sud ukinuo RP, on se pridružio njenoj nasljednici Stranci vrlina (Fazilat Partisi). I ona je zabranjena jer je kršila temeljna sekularna načela Turske. Sam Gül je dao nekolio kritičkih izjava o laičkome državnopolitičkom sustavu koji je uspostavio Mustafa Kemal Atatürk. Zbog toga je bio i kritiziran.
Bio je osnivač i član stranke AKP (Stranka pravde i razvitka), koju je u to vrijeme vodio Recep Tayyip Erdoğan. 
Kratko vrijeme bio je premijer, dok Erdoğanu nije ukinuta zabrana, a zatim ministar vanjskih poslova do izbora za predsjednika Republike.
Stranka pravde i razvitka (Adalet ve Kalinma Partisi - AKP), suprotstavljena je Republikanskoj stranci (CHP), koja brani sekularizam te je zaslužna za to da je Gül pobijedio tek u trećem krugu izbora. Stranku je napustio nakon izbora za predsjednika Republike, poštujući ustavnu odredbu kako predsjednik Republike ne smije biti član niti jedne političke stranke. 
Njegova žena nosi hidžab, maramu koja pokriva glavu. Zbog toga su ga kritizirali, jer ga smatraju islamistom.

## Privatni život
Abdullah Gül je od 20. kolovoza 1980. oženjen Hayrünissom Özyrut. S njom ima troje djece, dva sina i kćer.
Voli nogomet, te je navijač kluba Beşiktaş.